# Samuel Prescott Bush

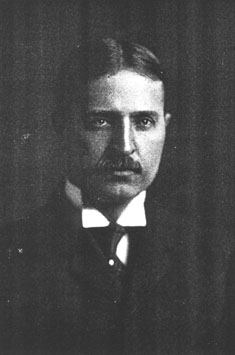
Samuel Prescott Bush, um 1900

Samuel Prescott Bush (* 4. Oktober 1863 in Brick Church, New Jersey; heute ein Teil der Stadt East Orange; † 8. Februar 1948 in Columbus, Ohio) war ein US-amerikanischer Industrieller sowie der Patriarch der politisch aktiven Familie Bush. Er wurde als Sohn des anglikanischen Priesters James Smith Bush und dessen Frau Harriet Eleanor Fay geboren. Er war der Vater des Senators Prescott Sheldon Bush, der Großvater des Präsidenten George H. W. Bush und Urgroßvater des Präsidenten George W. Bush.
Ein wesentlicher Teil der amerikanischen Elite in politischer und wirtschaftlicher Hinsicht entstammt diesem Landstrich, gemessen an den Lebensorten des 19. Jahrhunderts. Ca. 20 km entfernt liegt die Eliteuniversität Princeton, davon ca. 15 km entfernt der Ort Rocktown, der Erstsiedlungsort der deutschstämmigen Familie Rockefeller aus Rockenfeld  unweit von Neuwied.

## Leben
Bush graduierte am Stevens Institute of Technology in Hoboken, New Jersey im Jahre 1884. Er erreichte 1891 den Titel Master Mechanic, 1894 Superintendent of Motive Power. 1899 zog er nach Milwaukee, Wisconsin, um die Position eines Superintendent of Motive Power bei der Eisenbahngesellschaft St. Paul and Pacific Railroad von Chicago anzunehmen.
1901 kehrte er nach Columbus zurück und wurde General Manager der Buckeye Steel Castings Company, die Teile für Eisenbahnen herstellte. Chef der Firma war Frank Rockefeller, Bruder von Ölmagnat John D. Rockefeller, unter seinen Kunden waren die Unternehmen von Edward Henry Harriman. Die Familien Bush und Harriman waren bis zum Ende des Zweiten Weltkriegs eng verbunden. 1908 trat Rockefeller zurück, und Bush wurde Präsident von Buckeye, hielt die Position bis 1927 und war damit einer der führenden US-Industriellen seiner Generation.
Nachdem im Frühjahr 1918 der Wall Street Bankier Bernard Baruch gebeten wurde, den War Industries Board („Rat für die Kriegsindustrie“) umzustrukturieren, als sich die USA auf den Eintritt in den Ersten Weltkrieg vorbereitete, platzierte er mehrere prominente Geschäftsleute in Schlüsselpositionen. Bush wurde Leiter der Abteilung für Munition, Kleinwaffen und Munition mit Verantwortung für die staatliche Unterstützung von und die Beziehungen zu Munitionsfirmen und organisierte die Rohstoffbeschaffung der Wilson-Regierung.
Samuel Prescott Bush war verheiratet mit Flora Sheldon (1852–1920) und hatte mit ihr fünf Kinder.

## Weblink
- Stammbaum-Wiki